# Tyler Hughes
Tyler Hughes (11 settembre 1984) è un ex cestista statunitense, professionista nella NBDL, in Europa, Asia e Sudamerica.

## Palmarès
- Campione USBL (2007)